# John Wilbur Chapman

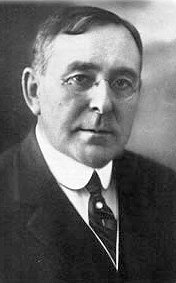

John Wilbur Chapman oder J. Wilbur Chapman (* 17. Juni 1859 in Richmond, Indiana; † 25. Dezember 1918 in New York City) war ein US-amerikanischer presbyterianischer Pastor, Autor, Kirchenführer, Kirchenlieddichter und Evangelist, der mit dem Gospelsänger Charles McCallon Alexander als Erweckungsprediger in den USA, in Asien und in Europa unterwegs war.

## Leben
Chapman war das zweitjüngste von neun Kindern von Alexander H. (1826–1878) und Lorinda Chapman, geborene McWhinney († 1872). Er besuchte am Sonntag eine Schule der Quäker in West Florence und am Nachmittag die Sonntagsschule der Methodisten. Dann folgte die Highschool in Richmond. Mit Hilfe der Sonntagsschullehrerin Blinkley nahm er mit 17 Jahren einen persönlichen christlichen Glauben an und schloss sich im September der Richmond Presbyterian Church an. Ab 1876 besuchte er das Lake Forest College, das ehemalige Oberlin College, und erhielt dort seinen Bachelor of Arts und seinen Master am Lane Theological Seminary in Cincinnati, Ohio. 1878 hörte er erstmals den Evangelisten Dwight Lyman Moody in Chicago an einer Evangelisationsversammlung predigen. Einen Doktortitel in Theologie wurde ihm vom College of Wooster und von der Universität Heidelberg zugesprochen.
Am 13. April 1881 fand Chapmans Ordination zum Pastor in Probate Court, im Butler County, in Ohio, statt. Er trat 1882 in den pastoralen Dienst der presbyterianischen Kirche in College Corner, Ohio und in Freedom, Indiana, ein. 1883 bis 1885 war er Pastor der Niederländischen reformierten Kirche in Schuylerville und 1885 bis 1890 in Albany, beides Städte im Bundesstaat New York. 1890 bis 1892 und 1896 bis 1899 amtete er als Pfarrer der Bethany Presbyterian Church in Philadelphia und 1899 bis 1902 an der 4. presbyterianischen Kirche in New York City. 1900 reiste er mit seiner Familie per Schiff über Gibraltar nach Ägypten und ins Heilige Land und über Europa wieder zurück, worüber er auch berichtete.
1893 begann Chapman mit dem bekannten Evangelisten Chicagos, Dwight Lyman Moody, zu predigen und leitete auch eigene evangelistische Veranstaltungen. Er hatte einen großen Einfluss auf den Dienst des Evangelisten Billy Sunday. 1895 wurde er zum korrespondierenden Sekretär des Evangelisationsausschusses der Presbyterianischen Generalversammlung ernannt, der die Aktivitäten der 51 Evangelisten, die in 470 Städten tätig waren, überwachte. 1904 begann er in Pittsburgh und Syracuse selbst mit großen evangelistischen Kampagnen, um den anderen Evangelisten ein gutes Beispiel zu geben. Ab 1905 finanzierte John H. Converse, ein wohlhabender presbyterianischer Philanthrop und Unternehmer, den vollzeitlichen evangelistischen Dienst von Chapman. Mit dem bekannten Gospelsänger Charles McCallon Alexander gründete er die Chapman-Alexander Simultaneous Campaign. Die erste gemeinsame Kampagne fand vom 12. März bis 19. April 1908 in verschiedenen Stadtteilen von Philadelphia statt. Knapp ein Jahr später erfolgte eine ähnliche Kampagne in Boston.
Die erste weltweite Kampagne von Chapman-Alexander verließ per Schiff Vancouver in British Columbia am 26. März 1909 und kehrte erst am 26. November 1909 zurück. Die Reise führte zuerst nach Honolulu in Hawaii und auf die Fidschi-Inseln, dann nach Melbourne, Sydney, Ipswich, Brisbane, Adelaide, Ballarat, Bendigo und Townsville in Australien. Die Weiterreise erfolgte über Papua-Neuguinea, Mindanao, Manila, Hongkong und Kowloon, Kanton, Shanghai, Hankow, Peking und Tientsin in China; Seoul in Korea und Kobe, Kyoto, Tokio und Yokohama in Japan. Nach den vielen Veranstaltungen dienten ihm die Rückreise und die Weihnachten 1909 als Erholung.
Es folgten weitere Kampagnen in Amerika und im englischsprachigen Europa. Chapman war zudem Direktor der Winona Lake Bible Conference in Indiana, und er beteiligte sich an den Sommerbibelkonferenz in Montreat in North Carolina. Die Konferenzen der Stony Brook Assembly auf Long Island, die 1909 gegründet wurden, hatten aufgrund der Nähe zu New York City am meisten Zuspruch. Die Stony Brook Schule mit der Adresse Chapman Parkway 1 wurde erst nach seinem Tod 1922 ins Leben gerufen.
Ihre letzte Tournee führten Chapman und Alexander vom 6. Januar bis 13. Februar 1918 durch, seine letzte Predigt hielt Chapman in der First Presbyterian Church of Jamaica, New York. Im Mai 1918 wurde Chapman zum Leiter der Generalversammlung der Presbyterianischen Kirche gewählt, diese anspruchsvolle Aufgabe konnte er nur noch wenige Monate wahrnehmen, da er am Weihnachtstag 1918 nach kurzer Krankheit verstarb.

## Familie
1882 heiratete Chapman Irene E. Steddon. 1886 gebar sie eine Tochter, Bertha Irene Chapman; aber kurz darauf verstarb seine Frau. Dann heiratete er am 4. November 1888 Agnes Pruyn Strain. Sie hatten vier Kinder: Robert, John Wilbur Jr., Alexander Hamilton und Agnes Pruyn. Seine zweite Frau starb am 25. Juni 1907. Chapman heiratete am 30. August 1910 Mabel Cornelia Moulton als dritte Frau.

## Schriften (Auswahl)
- Ivory Palaces of the King, 1893.
- Received Ye the Holy Ghost (Power), 1894.
- And Peter, 1895.
- The Lost Crown, 1899.
- The Secret of a Happy Day, 1899.
- Kadesh-Barnea (or) The Power of a Surrendered Life, 1899.
- Spiritual Life of the Sunday School, 1899.
- Present Day Parables, 1900.
- Revivals and Missions, 1900.
- From Life to Life, 1900.
- The Life and Work of D. L. Moody, 1900.
- Present Day Evangelism, 1903.
- Fishing for Men, 1904.
- Samuel Hopkins Hadley of Water Street, 1906.
- Another Mile, 1908.
- The Problem of Work, 1911.
- Chapman's Pocket Sermons, 1911.
- Revival Sermons, 1911.
- The Personal Touch, 1912.
- When Home Is Heaven, 1917.
- The Minister's Handicap, 1918.
- Day After Day, 1919.
- Evangelistic Sermons, 1922.

## Kirchenlieder (Auswahl)
John Wilbur schrieb auch einige Kirchenlieder. Sie wurden teilweise oder vereinzelt auch ins Arabische, Chinesische, Portugiesische, Spanische und Swahili übersetzt.
- God bless our splendid men.
- Hail to the Savior, whose passion is waiting.
- Holy Spirit, heavenly Dove, Lift my heart to things above.
- I know of a world that is sunk in shame.
- Inside the Veil.
- Jesus is all in all to me, O what a Savior is He.
- Jesus, what a Friend for Sinners (Our Great Saviour).
- Just to see Jesus, whose love is so precious.
- Living he loved me, dying, he saved me.
- My sins like a chain have fettered my soul.
- Name of all the names the dearest, wonderful, counselor, prince of peace.
- One day when heaven was filled with his praises.
- The judgment day is coming on, God's Word declares it true.
- The name of Jesus is so sweet, Its music thrills my soul.
- The Savior has died to redeem You.
- There’ a full reward waiting us in Glory.
- Tis Jesus.
- When we go home we know not when nor do we care if only then.